# Olga Spesívtseva
Olga Aleksándrovna Spesívtseva, també Olga Spessívtseva (Spessivtzeva i Spessiva) (Ольга Александровна Спесивцева) (Rostov del Don, 18 de juliol de 1895, o 5 de juliol del calendari julià,—Nyack, Nova York,16 de setembre de 1991) va ser una cèlebre ballarina russa, la carrera de la qual es va estendre entre 1913 i 1939.
És considerada una de les màximes primeres ballarines del segle xx i entre les més grans de tots els temps. D'excel·lent tècnica clàssica, estil immaculat i espiritualitat escènica, se la considera l'encarnació de la ballarina romàntica russa. Irònicament, la seva vida tindria un tràgic desenllaç en sofrir una crisi nerviosa, com el personatge de Giselle, l'obra de ballet més representativa de la seva vida.

## Biografia
Era filla d'un cantant d'òpera, i en morir el seu pare ella va ser enviada a un orfenat a Sant Petersburg. El 1906, va entrar a l'Escola Imperial de Ballet de Sant Petersburg –després Acadèmia Vagànova–, on estudià amb Klavdia Kliutxévskaia, Ievguenia Sokolova, Ekaterina Vazem i Agrippina Vagànova. S'hi va graduar el 1913 i va ingressar al Teatre Mariinski, on va ser promoguda a solista poc després. Va ser una de les més famoses Giselle, i totes les ballarines que l'han seguit després han tingut en compte, d'una manera o altra, la creació d'Spesívtseva. I també fou una cèlebre Odette d'El llac dels cignes.
El 1916, Serguei Diàguilev la va convidar a la gira dels Ballets Russos per Amèrica, reemplaçant-hi Tamara Karsàvina; hi va ballar amb Vàtslav Nizhinski, i tornà al Mariinski el 1918. Va continuar alternant les seves presentacions a Sant Petersburg amb gires, entre les quals la realitzada pels Ballets Russos a Londres, el 1921, per a la producció de La Bella Dorment, de Txaikovski, i a Buenos Aires el 1923.
Gràcies a la intervenció del seu exmarit Borís Kaplun, un funcionari del règim bolxevic, va aconseguir abandonar Rússia el 1924 per a establir-se a París fins al 1932, on va ser primera figura de l'Òpera parisenca, i va crear Salomé i Les criatures de Prometeu, de Serge Lifar, o al 1926-27 La chatte, d'Henri Sauguet i George Balanchine. Al 1932 va crear una llegendària Giselle a Londres amb el jove Anton Dolin; va ser la primera a ballar a occident la variació del primer acte agregada posteriorment. Entre 1932 i 1937, va fer gires pel món amb obres de Michel Fokine i Bronislava Nijinska.

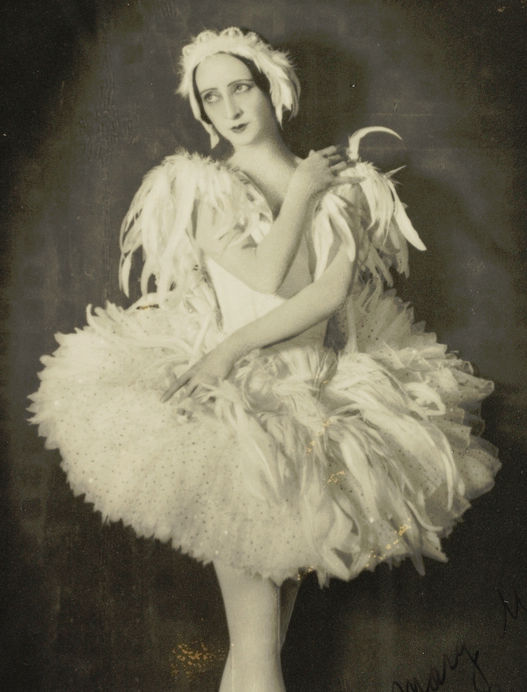
Retrat d'Olga Spesívtseva vestida per a El llac dels cignes, 1934

Va sofrir depressió crònica i la seva última aparició va ser en el Teatre Colón de Buenos Aires el 1939, any en què es va traslladar als Estats Units per a dedicar-se a l'ensenyament.
El 1943 va sofrir una severa crisi de salut mental i va ser internada durant 20 anys a l'Hospital Estatal del Riu Hudson, un centre psiquiàtric, fins que al 1963 els seus amics Anton Dolin, Felia Doubrovska i Dale Fern, la van traslladar a la Fundació Tolstoi, una comunitat a l'estat de Nova York fundada per la filla menor de l'escriptor Lev Tolstoi, Aleksandra Tolstaia, on va viure pacíficament fins als 96 anys.

## Reconeixement i memòria
En 1964, la BBC va fer un documental sobre la seva vida, i el 1966, Anton Dolin va escriure la seva biografia, The Sleeping Ballerina.
El 1982 aparegué entrevistada per Anton Dolin en el documental A portrait of Giselle al costat d'altres set supremes intèrprets d'aquest rol de la dansa.
El 1997 Borís Eifman, inspirant-se en ella, va coreografiar el ballet La Giselle Vermella en el Teatre Aleksandrinski de Sant Petersburg.